# FM Towns Marty
FM Towns Marty — ігрова приставка, випущена компанією Fujitsu в 1991 році виключно для японського ринку. Була першою 32-розрядної ігровою системою (проте, в іншому світі такою вважається більш відома Amiga CD32, що вийшла в 1993 році), мала привід CD-ROM і вбудований дисковод. Marty програмно сумісна зі старими іграми для комп'ютерів FM Towns.
Також існувала друга версія системи, FM Towns Marty 2, що має можливість підключення до мережі Інтернет і більш швидкий процесор (AMD 386 на частоті 25 МГц). Існувала думка, що Marty 2 використовувала процесор 486, однак на практиці це не підтвердилося.